# Cementerio de Kensal Green

El cementerio de Kensal Green (nombre original en inglés: Kensal Green Cemetery) está localizado en el área de Kensal Green, perteneciente al barrio de North Kensington, en el municipio de Kensington y Chelsea (Londres, Inglaterra). Inspirado en el cementerio del Père Lachaise de París, fue fundado por el abogado George Frederick Carden. Abrió sus puertas en 1833 y comprende 72 acres (29,1 ha) de terreno, incluidas dos áreas de mantenimiento contiguas a un canal. Alberga al menos 33 especies de aves y otros animales salvajes. Este distintivo cementerio incluye diversos tipos de monumentos funerarios, que van desde grandes mausoleos donde reposan los restos de personas que fueron ricas y famosas, hasta simples lápidas, y posee áreas especiales dedicadas a fallecidos de corta edad. Tiene tres capillas y sirve a todos los credos. Es uno de los Siete Magníficos de Londres. Figura como un elemento de Grado I en el Registro de Parques y Jardines Históricos, y bien entrado el siglo XXI continua en uso.

## Ubicación

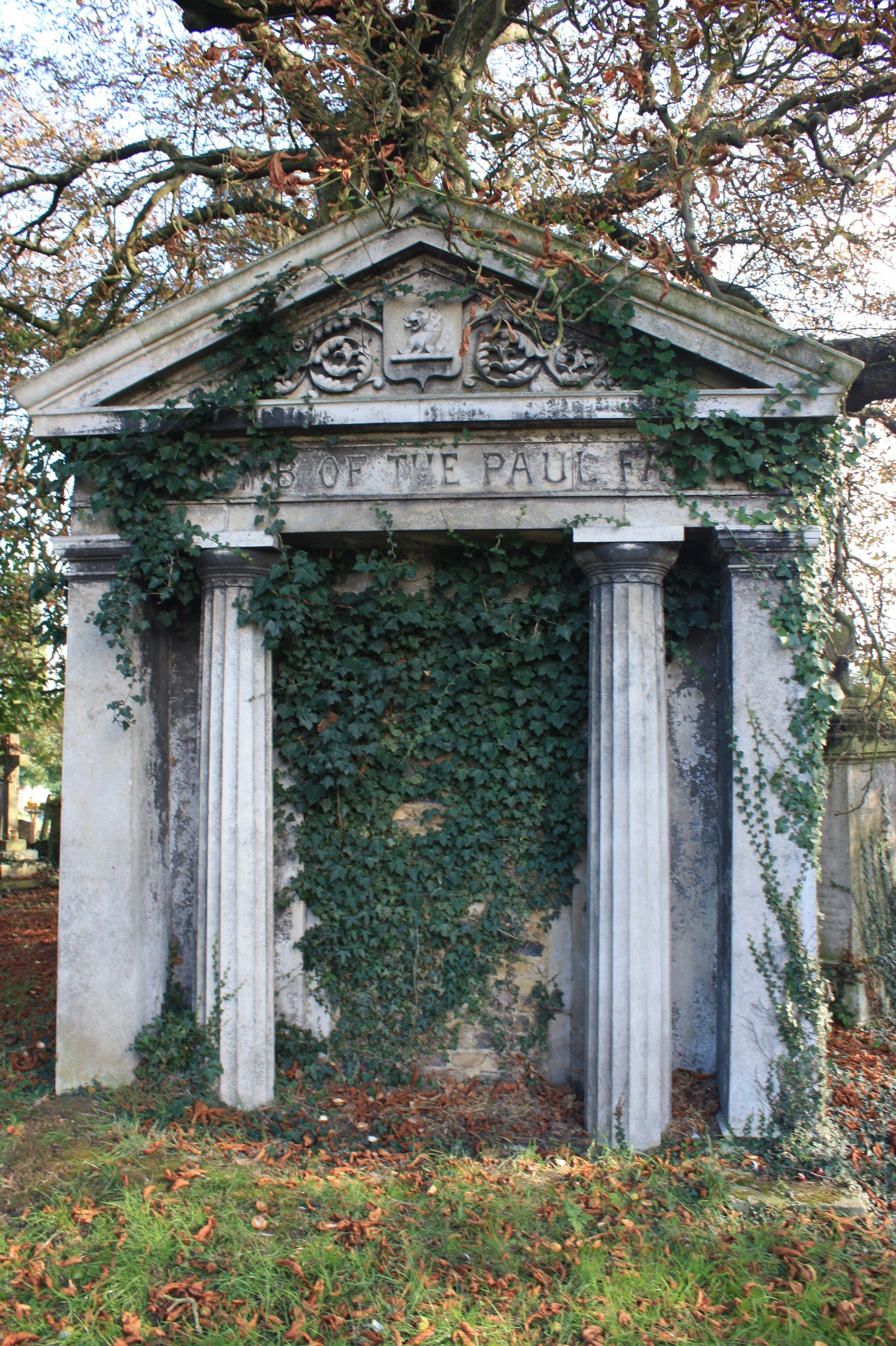
Un mausoleo típico, el de sir John Dean Paul

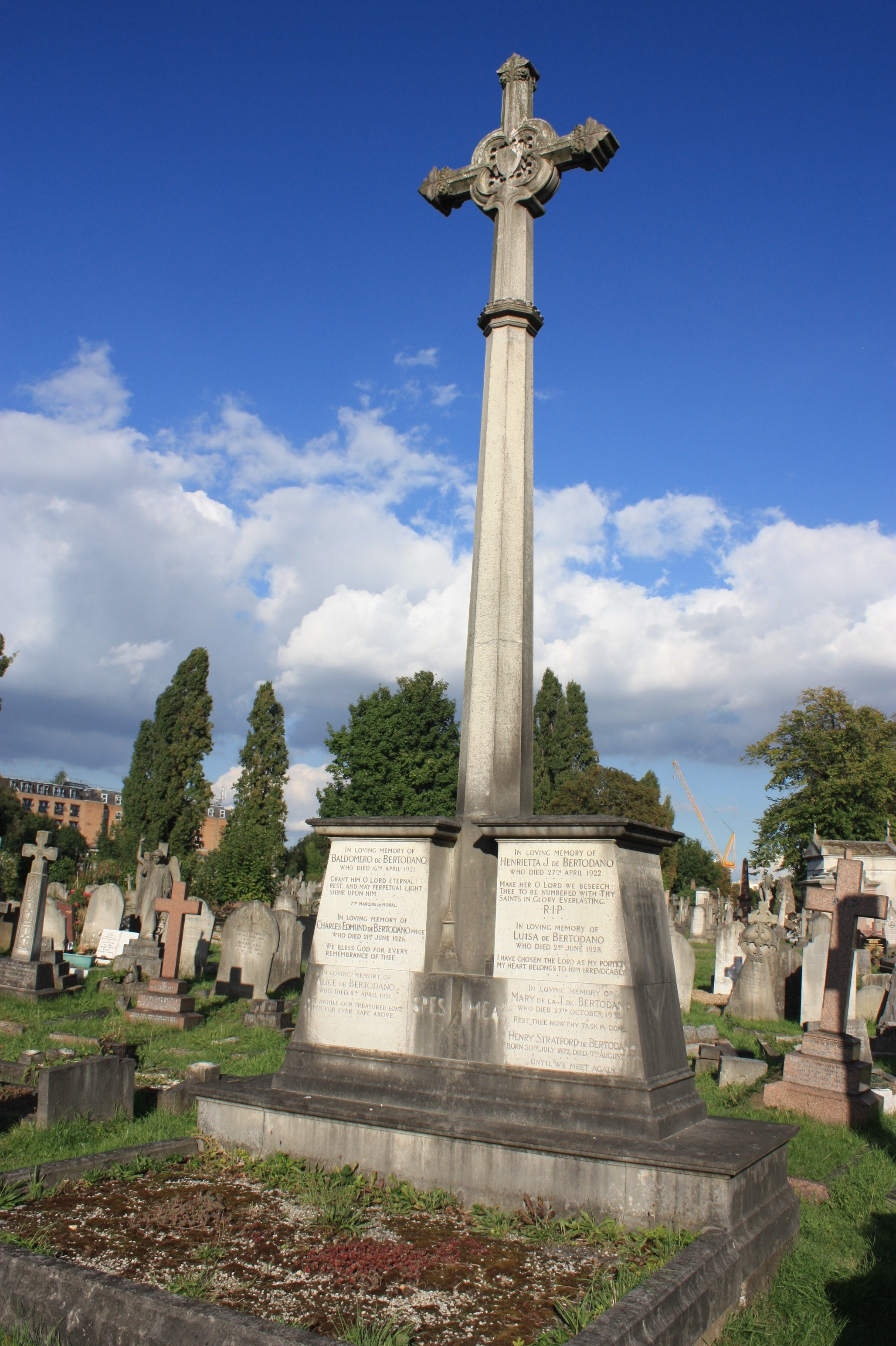
Tumba de Baldomero de Bertodano

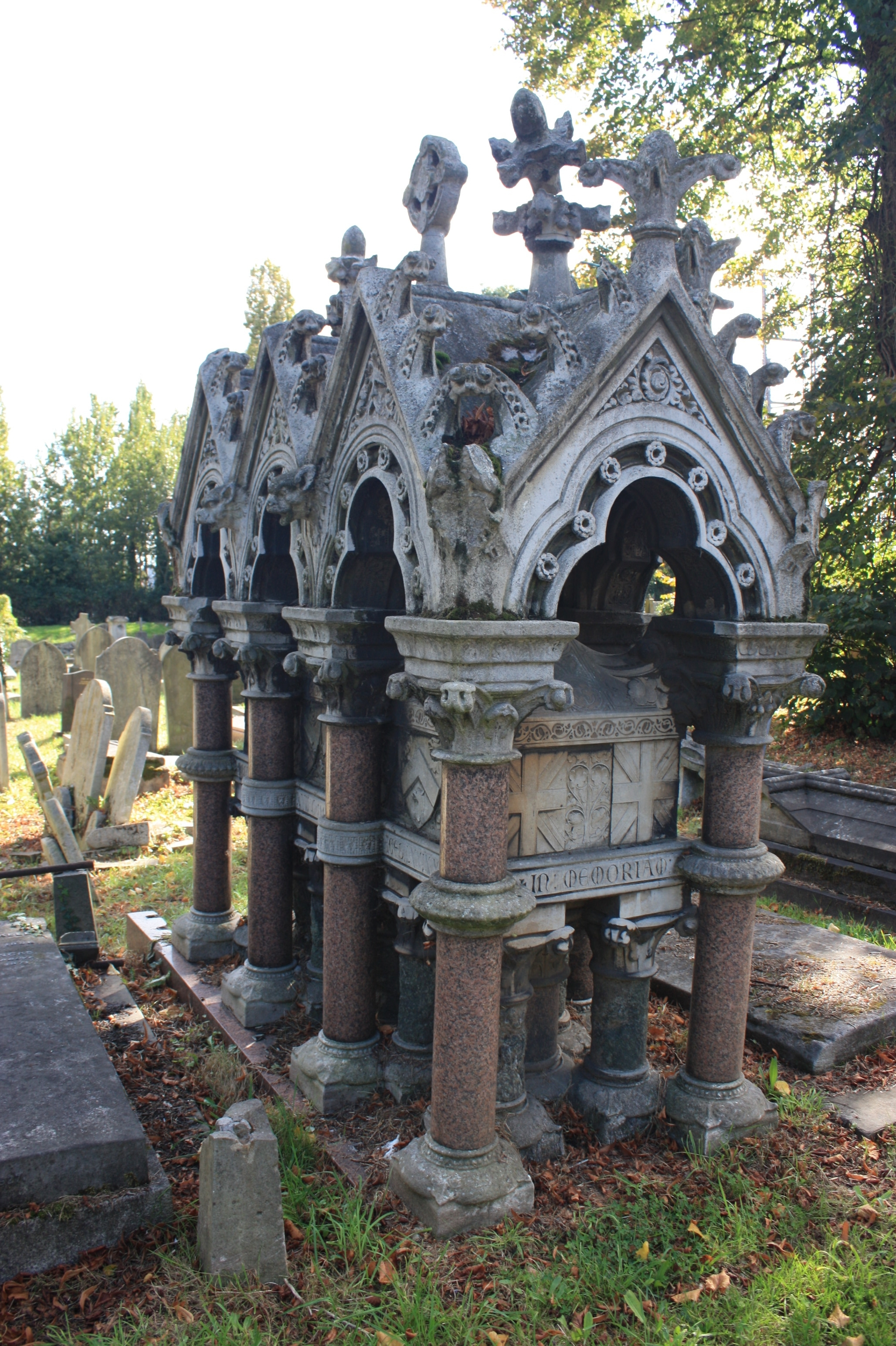
Tumba de Charles Spencer Ricketts

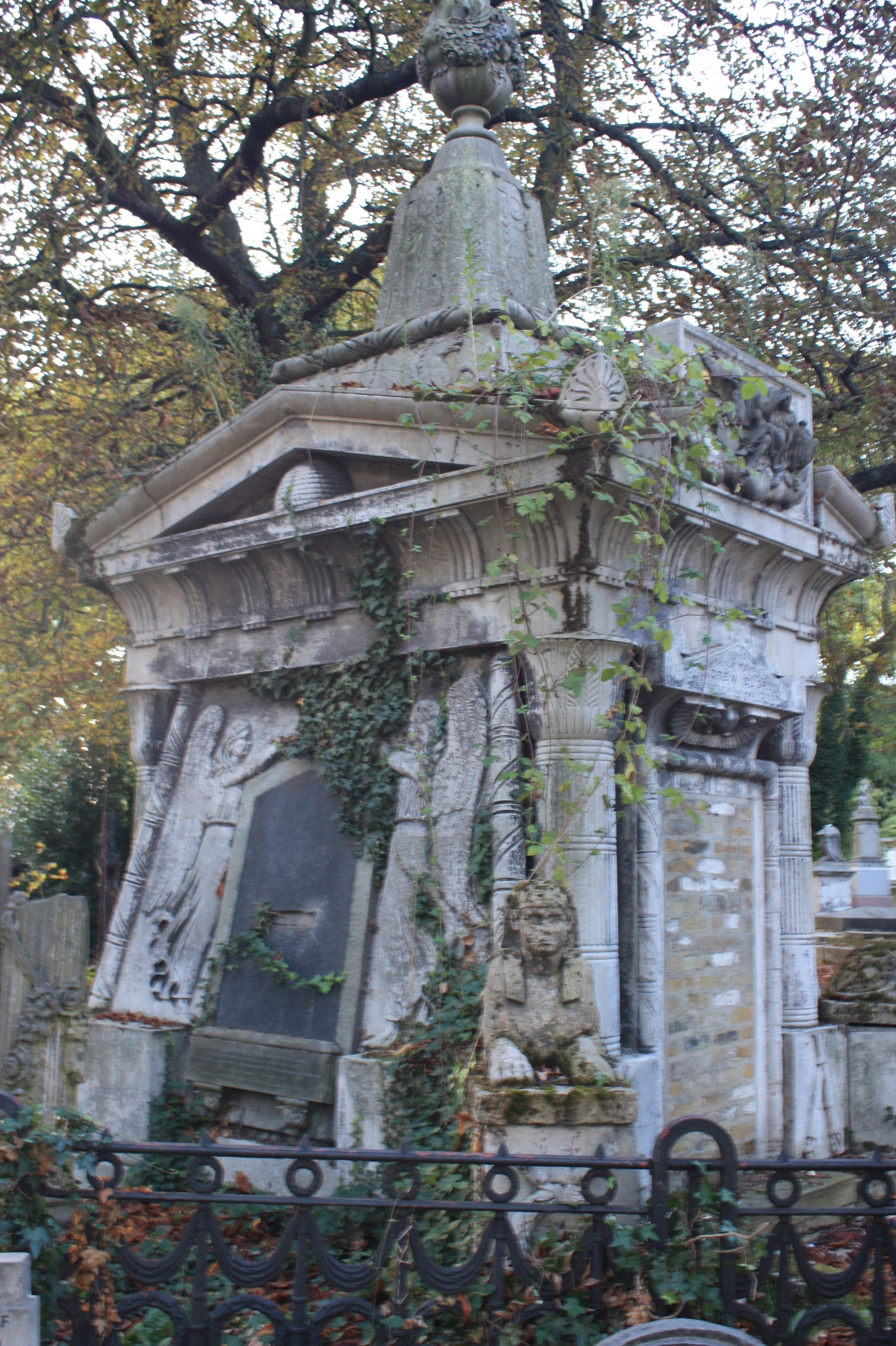
Tumba monumental de Andrew Ducrow

El cementerio está localizado en el municipio de Kensington y Chelsea, perteneciente al Gran Londres. Su entrada principal está en Harrow Road (al oeste de donde se encuentran Ladbroke Grove y Chamberlayne Road). Su otra entrada, Alma Place (la puerta oeste, casi enfrente de Greyhound Road) también está en el lado norte. Alma Place conduce al Crematorio del Oeste de Londres (cuyo propietario y operador es el mismo) y al Cementerio católico de Santa María, que se encuentran en el distrito londinense de Hammersmith y Fulham. El cementerio se encuentra entre Harrow Road y el ramal de Paddington del Grand Union Canal al sur, del que durante mucho tiempo estuvo separado por un muro.
Un conjunto de puertas desaparecidas se encontraban en el muro sur que lindaba con el canal, por donde las barcazas recogían la tierra excedente de las tumbas excavadas y ocasionalmente se descargaban ataúdes.

## Historia y descripción

### Configuración general
George Frederick Carden había fracasado en 1825 en un intento anterior de crear un equivalente británico al cementerio del Père Lachaise de París, pero en febrero de 1830 se estableció un nuevo comité con el mismo propósito, que incluía a Andrew Spottiswoode, diputado por Saltash, al escultor Robert William Sievier, al banquero Sir John Dean Paul, a Charles Broughton Bowman (primer secretario del comité), y a los arquitectos Thomas Willson (que anteriormente había propuesto un ambicioso proyecto Sepulcro Metropolitano) y Augustus Charles Pugin, obteniendo entonces un mayor apoyo económico, político y público para financiar la "Compañía del Cementerio General". Se celebraron reuniones públicas en junio y julio de 1830 en el Tabernáculo de la Masonería, y George Carden fue elegido tesorero.
Paul, socio de la firma bancaria londinense Strahan, Paul, Paul y Bates, encontró y compró condicionalmente 54 acres (21,9 ha) de terreno en Kensal Green por 9.500 libras. Sin embargo, Paul y Carden ya estaban envueltos en una disputa sobre el diseño del cementerio, dado que el primero era partidario del estilo griego y el segundo prefería el estilo gótico. Se consideró una serie de distintos arquitectos, entre ellos Benjamin Wyatt (que declinó el ofrecimiento), Charles Fowler (propuesta no aceptada), Francis Goodwin, el propio Willson y un tal Sr. Lidell, alumno de John Nash, antes de hacer público en noviembre de 1831 un concurso de arquitectura para diseñar el cementerio. Atrajo a 46 participantes, y en marzo de 1832 se otorgó el premio, a pesar de cierta oposición, a un diseño neogótico de Henry Edward Kendall; aunque esta decisión fue finalmente revocada.
El 11 de julio de 1832, la Ley del Parlamento por la que se establecía una "Compañía del Cementerio General para el entierro de los muertos en las proximidades de la Metrópoli" obtuvo la aprobación real. La ley le autorizaba a la empresa a recaudar hasta 45.000 libras esterlinas en acciones, comprar hasta 80 acres (32,4 ha) de terreno y construir un cementerio y una capilla de la Iglesia de Inglaterra. Los directores de la empresa nombrados después de que el proyecto de ley recibiera la aprobación real, mostraron su preferencia por un estilo diferente. Uno de los jueces del concurso y accionista de la empresa, John Griffith de Finbury, que anteriormente había realizado los planos de un muro de delimitación, finalmente diseñó las dos capillas del cementerio y la entrada principal, y Hugh Ronalds suministró y plantó 15.000 árboles procedentes de su vivero de Brentford. Fundado como el Cementerio General de Todas las Almas, Kensal Green fue el primero de los Siete Magníficos cementerios de Londres dispuestos en jardines de estilo rural. Fue consagrado el 24 de enero de 1833 por el obispo de Londres Charles James Blomfield, y recibió su primer funeral ese mismo mes.
A principios de la década de 1850, después de que una serie de epidemias de cólera provocaran un examen de las instalaciones funerarias de Londres, el comisionado de salud Edwin Chadwick propuso el cierre de todos los cementerios existentes en las cercanías de Londres, excepto el de propiedad privada de Kensal Green. El cementerio, situado al noroeste de la ciudad, iba a ser nacionalizado y se ampliaría enormemente para proporcionar un único cementerio para el oeste de Londres. Por entonces, otra gran extensión de tierra junto al río Támesis en Abbey Wood, unas 9 millas (14,5 km) al sureste de Londres, se convertiría en el único cementerio para el este de Londres.) El Tesoro se mostró escéptico de que el plan de Chadwick llegara a ser financieramente viable, y además era muy impopular. Aunque la Ley de Entierros Metropolitanos de 1850 autorizó el plan, acabó siendo desestimado en 1852.

### Diseño General

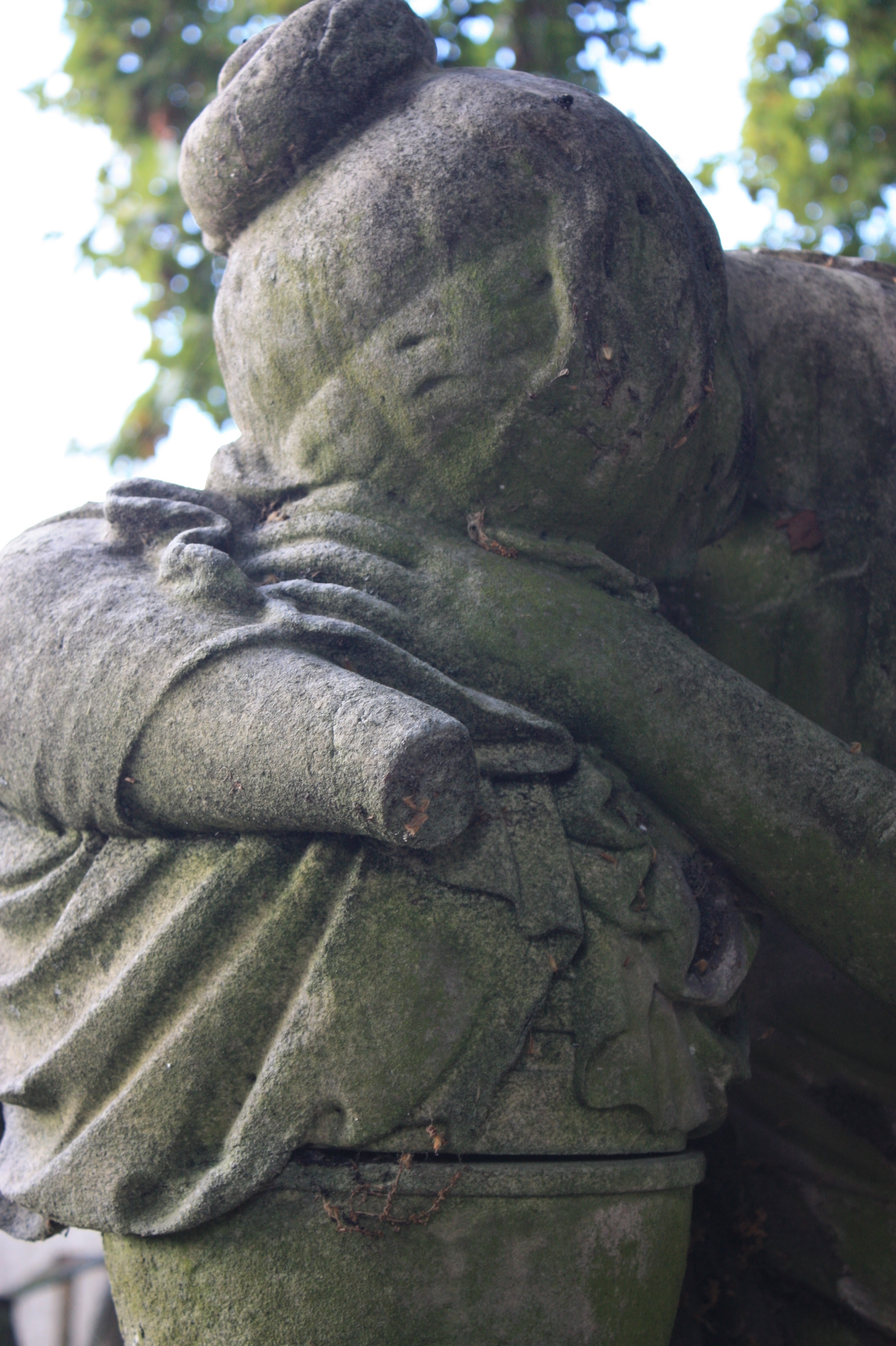
Un típico detalle escultórico

Todo el diseño sigue un eje este-oeste, con un camino central que conduce hacia el oeste a una capilla elevada. La entrada está al noreste y los mausoleos más grandes se alinean en el camino central hacia la capilla.
A la Iglesia de Inglaterra se le asignaron 39 acres del terreno, mientras que los 15 acres restantes, claramente separados, se entregaron a los disidentes, una distinción considerada crucial en ese momento. Originalmente había una división entre la parte del cementerio de los disidentes y la sección anglicana, separados por un muro adosado a un talud vertical que abarcaba desde el canal hasta los pilares de la puerta del camino. También había puertas decorativas de hierro. La pequeña área designada para los entierros no anglicanos tiene una forma aproximadamente ovalada y anteriormente destacaba por un camino de central más ancho, que terminaba en la capilla neoclásica con una columnata curvada. La Capilla Anglicana domina la sección occidental del cementerio, y se eleva sobre una terraza debajo de la cual se encuentran unas extensas catacumbas, donde se conserva un catafalco hidráulico para bajar los ataúdes.
El cementerio se mantiene en funcionamiento. Se llevan a cabo a diario entierros y cremaciones, aunque en la actualidad las cremaciones son más comunes que los entierros. Todavía es gestionado por la General Cemetery Company, de acuerdo con la Ley del Parlamento original. Esto exige que los cuerpos allí enterrados no puedan ser exhumados ni cremados a posteriori, e impide que el terreno se venda para desarrollarse urbanísticamente. Una vez que se haya agotado todo su espacio de entierro y ya no pueda funcionar como cementerio, el mandato exige que siga siendo un parque conmemorativo. La General Cemetery Company construyó y administra el Crematorio del Oeste de Londres dentro de los terrenos del cementerio.
Si bien tomó como referencia los ideales establecidos en Père Lachaise algunos años antes, el cementerio de Kensal Green contribuyó a la base de diseño y gestión de muchos proyectos posteriores en todo el Imperio Británico de la época. En Australia, por ejemplo, la Necrópolis de Rookwood (1868) y el Cementerio de Waverley (1877), ambos en Sídney, destacan por el uso de las cualidades del paisaje "ajardinado", y lo que es más importante, estructuras de gestión autosuficientes gestionadas por la General Cemetery Company.
El cementerio es el lugar de enterramiento de aproximadamente 250.000 personas en más de 65.000 tumbas, incluidos más de 500 miembros de la nobleza británica y otras 970 personas que figuran en el Diccionario Biográfico Nacional. Muchos monumentos, particularmente los más grandes, se inclinan precariamente, ya que con el tiempo se han asentado sobre la arcilla subyacente de Londres.

## Estructuras notables
Muchos edificios y estructuras dentro de Kensal Green son monumentos catalogados. La Capilla Anglicana está catalogada como un edificio de Grado I, mientras que la Capilla de los Disidentes está catalogada como de Grado II* y la columnata/catacumbas y los muros y balaustradas perimetrales están catalogadas como de Grado II. De las muchas tumbas, monumentos conmemorativos y mausoleos, ocho están catalogados como de Grado II*, mientras que el Memorial de los Reformadores está catalogado como de Grado II. La tumba de Charles Spencer Ricketts también está catalogado como de Grado II*, y fue diseñado por William Burges.

### Capilla Anglicana
La Capilla Anglicana está en el centro del cementerio y contiene varias tumbas. Sufrió daños durante la Segunda Guerra Mundial, pero fue restaurada en 1954. Debajo de la capilla existen unas catacumbas, unas de las pocas de Londres. Actualmente, no se halla en uso, pero se puede visitar como parte de una visita guiada. Todavía posee un elevador de ataúdes en funcionamiento o catafalco, restaurado por la asociación de Amigos del Cementerio de Kensal Green en 1997.

### Capilla de los Disidentes
Situada en la esquina este del cementerio, esta estructura de estilo neogriego se proyectó para ser utilizada en los oficios de todos los credos no anglicanos y de los no creyentes. Solo una parte del cementerio era suelo sagrado, y los disidentes podían optar por ser enterrados en las zonas no consagradas después de oficiarse el servicio fúnebre en esta capilla. Este sector del cementerio fue elegido por no conformistas, librepensadores, no cristianos y ateos, por lo que su capilla se hizo popular. Sin embargo, con el paso del tiempo quedó abandonada y parcialmente sin techo, por lo que en 1995 fue arrendada al Historic Chapels Trust, que emprendió obras de restauración por valor de 447.000 libras. La capilla actualmente sirve como oficina de la asociación de Amigos del Cementerio de Kensal Green, pero también está disponible para servicios funerarios.

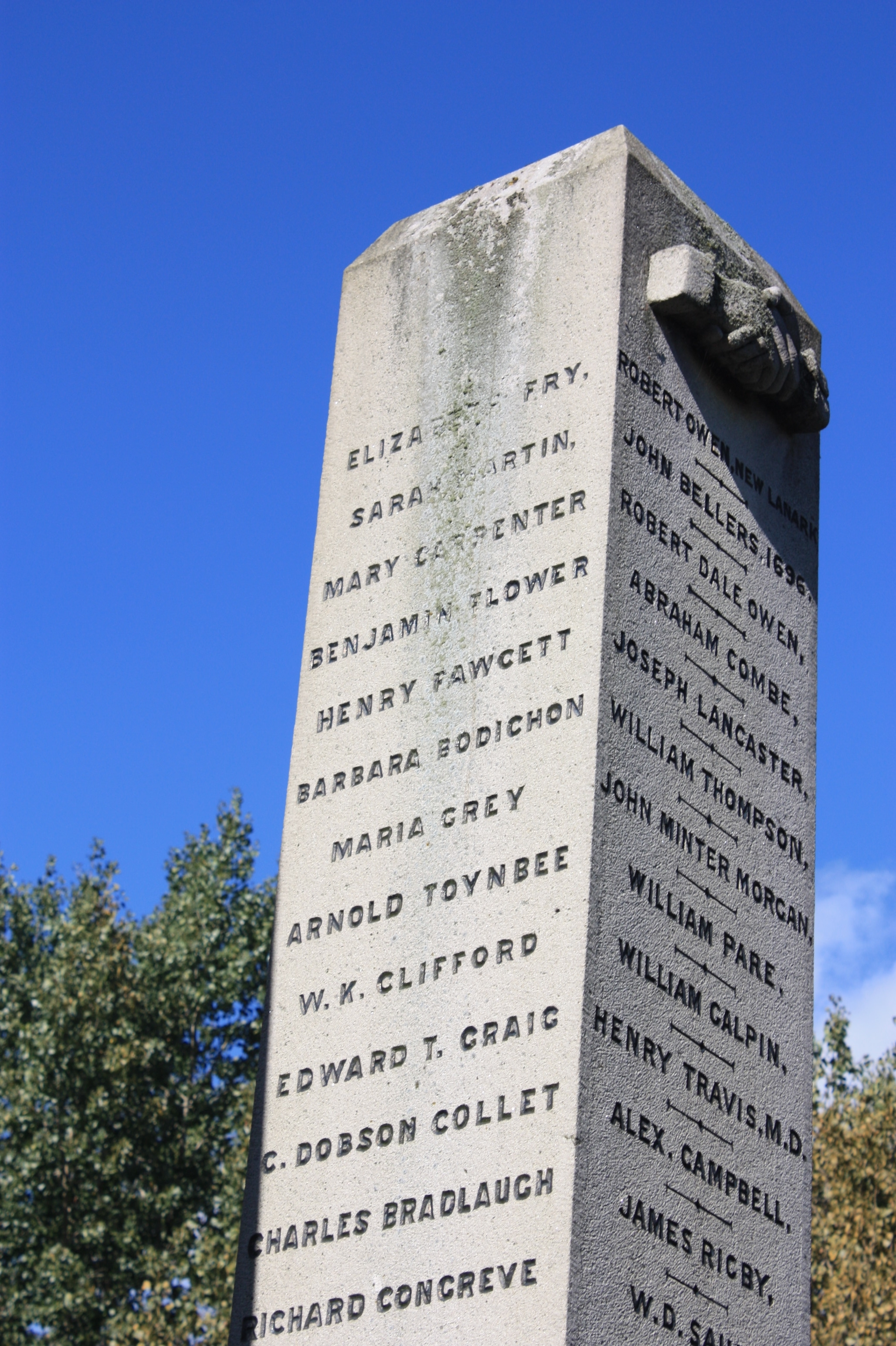
Detalle del Memorial de los Reformadores

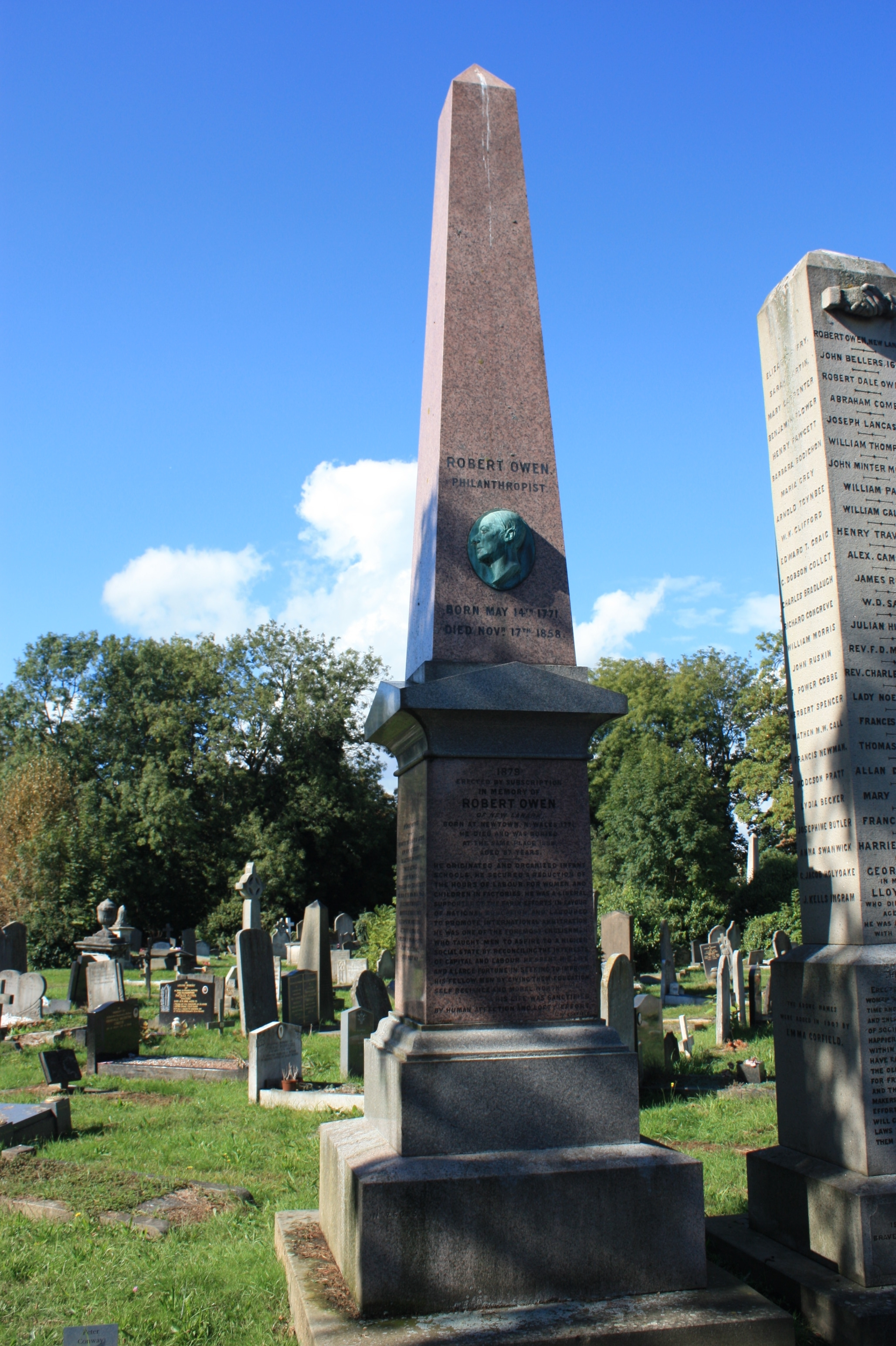
Memorial de Robert Owen (con el Memorial de los Reformadores a la derecha)

### Memorial de los Reformadores
El Memorial de los Reformadores se erigió en 1885. Se levantó siguiendo una iniciativa de Joseph Corfield, "en memoria de hombres y mujeres que han donado generosamente su tiempo y medios para mejorar las condiciones y aumentar la felicidad de todas las clases de la sociedad". El monumento tiene listas con los nombres de personalidades reformadoras y radicales en sus lados norte y este (junto con otros nombres agregados en 1907 por Emma Corfield). Está emparejado con el monumento a Robert Owen y con un segunda monumento no funerario en la sección no conformista del cementerio. Fue modificado modificado posteriormente para incluir a Lloyd Jones en reconocimiento a sus contribuciones.
Una inscripción en el propio monumento sirve para explicarlo y datarlo:

"ESTE MONUMENTO CONMEMORATIVO;
SE ELEVA COMO MUESTRA DE RESPETO A LOS;
HOMBRES Y MUJERES VALIENTES CUYOS NOMBRES PROPUSO JOSEPH W. CORFIELD,
AGOSTO DE 1895."

En el monumento están inscritos los nombres de más de setenta personas, que se relacionan a continuación según el orden mostrado en el monumento:
- CARA FRONTAL (ESTE): Robert Owen (New Lanark), John Bellers, Robert Dale Owen, Abraham Combe, Joseph Lancaster, William Thompson, John Minter Morgan, William Pare, William Galpin, Henry Travis MD, Alex Campbell, James Rigby, W. D. Saull, Julian Hibbert, Rev. Charles Kingsley, Lady Noel Byron, Frances Wright, Thomas Spence, Allan Davenport, Mary Hennell, Francis Place, Harriet Martineau, George Odger, Lloyd Jones
- CARA SUR: Elizabeth Fry, Sarah Martin, Mary Carpenter, Benjamin Flower, Henry Fawcett, Barbara Bodichon, Maria Grey, Arnold Toynbee, W. K. Clifford, Edward T. Craig, C. Dobson Collet, Charles Bradlaugh, Richard Congreve, William Morris, John Ruskin, F. Power Cobbe, Herbert Spencer, Wathen M.W. Call, Francis Newman, Hodgson Pratt, Lydia Becker, Josephine Butler , Anna Swanwick, C. Jacob Holyoake, J. Kells Ingram
- CARA NORTE: Joseph Priestley, Thomas Paine, William Hone, John Stuart Mill, Major Cartwright, Richard Carlile, William Lovett, William Carpenter, Henry Hetherington, John Frost, William Cobbett, William Johnson Fox, Richard Moore, William Howitt, Samuel Bamford, Henry Hunt, George Thompson, David Williams, Thomas Wooller, Ebenezer Elliott, Ernest Jones, Alex Macdonald, Richard Cobden, Roberto Cooper.[21]

El monumento a Robert Owen posee una inscripción con el texto siguiente:

El cenotafio de Robert Owen, que fue enterrado en Newton, Gales, se encuentra apropiadamente al lado del Memorial de los Reformadores.

El monumento está catalogado como de grado II.

## Las catacumbas

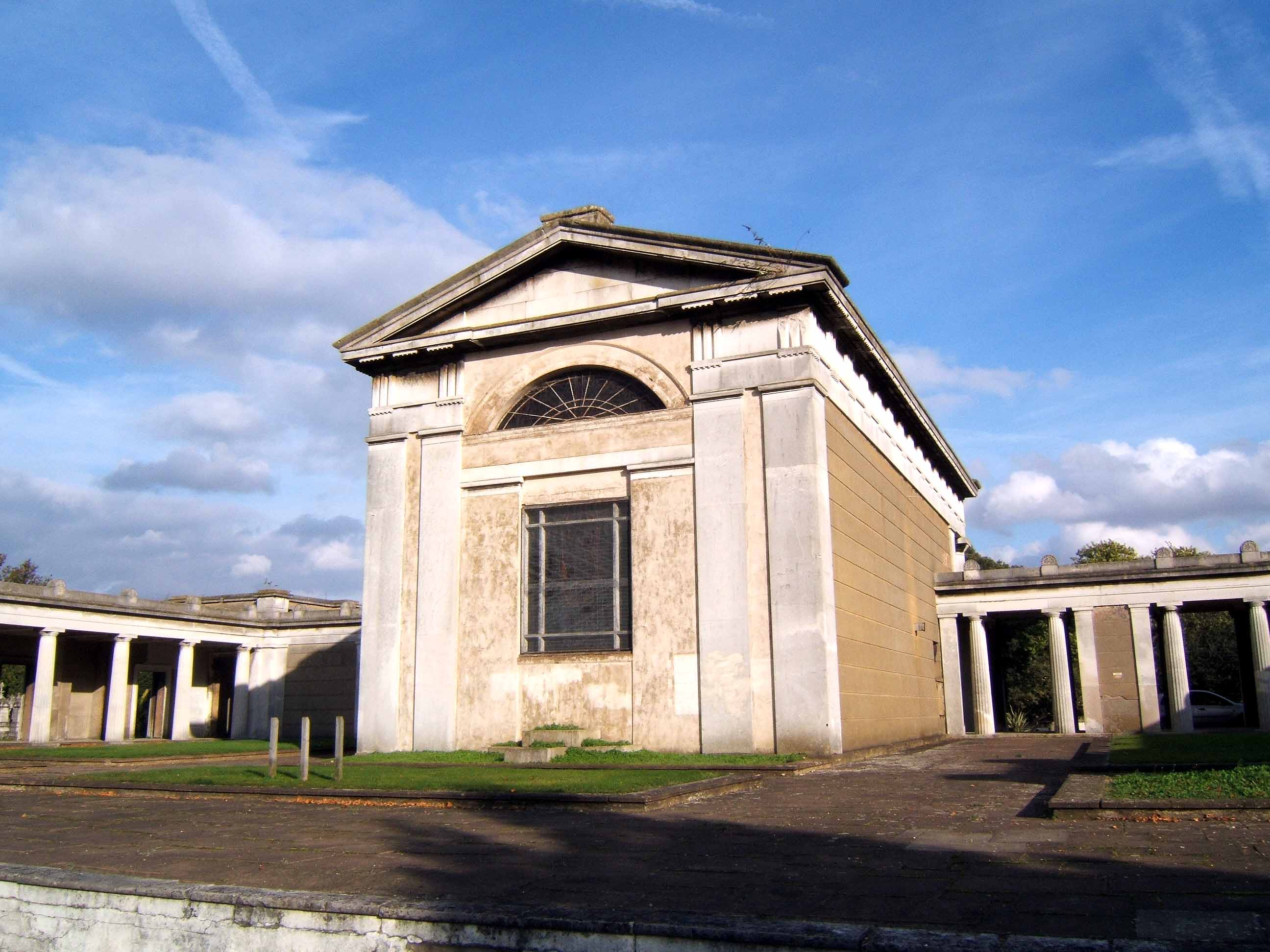
Las catacumbas

El cementerio tiene tres catacumbas para el depósito de ataúdes de triple capa sellados con plomo y restos cremados. La catacumba A, debajo de la columnata de la Terraza Norte, ahora está sellada. La Catacumba Z, debajo de la Capilla de los Disidentes en el extremo este del cementerio, sufrió importantes daños por bombas durante la Segunda Guerra Mundial y tampoco recibe más depósitos.
La Catacumba B, debajo de la Capilla Anglicana en el centro del cementerio, tiene espacio para unos 4.000 depósitos más, y todavía ofrece nichos privados y estantes o bóvedas para grupos familiares. La catacumba se extiende bajo toda la huella de la capilla y sus columnatas. Posee seis pasillos, dentro de los cuales cada bóveda está numerada, alcanzando consecutivamente hasta el número 216 en el extremo suroeste del pasillo 6.
El enterramiento dentro de las catacumbas de Kensal Green siempre ha sido más caro y prestigioso que el entierro en una simple parcela en los terrenos del cementerio, aunque menos costoso que una tumba revestida de ladrillos o mausoleo. Sin el gasto y la responsabilidad adicionales de un monumento sobre la tumba, las catacumbas han proporcionado un lugar de descanso seguro, digno y exclusivo para las personas acomodadas, en particular los solteros, las personas sin hijos y los hijos pequeños de quienes no tienen parcelas familiares o mausoleos en otros lugares.

## Tumbas de guerra
El cementerio contiene las tumbas de 473 miembros del personal de servicio de la Commonwealth muertos durante la Primera Guerra Mundial (la mitad de los cuales forman un lote de tumbas de guerra en la esquina suroeste, y el resto está distribuido en pequeños grupos o tumbas individuales esparcidas por todo el terreno) y 51 muertos de la Segunda Guerra Mundial, todos ellos dispersos en este caso. En el bloque de la Primera Guerra Mundial, en la Sección 213, un monumento enumera las víctimas de ambas guerras mundiales, cuyas tumbas no pudieron ser marcadas con lápidas, además de cinco militares de la Segunda Guerra Mundial que fueron incinerados en el Crematorio de Kensal Green. La persona de mayor rango enterrada aquí que es el general Sir Charles Douglas (1850-1914), Jefe del Estado Mayor Imperial durante los primeros meses de la Primera Guerra Mundial.

## Entierros notables
- Henry Ainley (1879-1945), actor

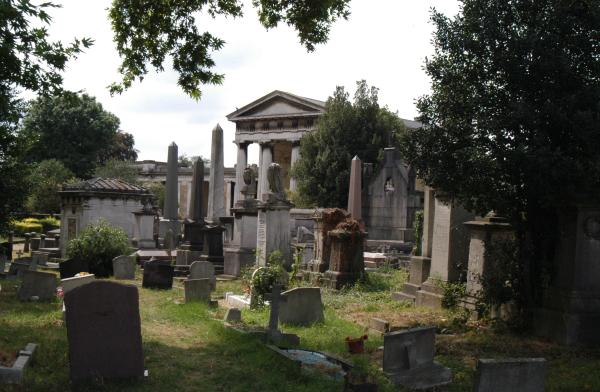
Monumentos y capilla

- William Harrison Ainsworth (1805-1882), autor
- Thomas Allom (1804-1872), artista y arquitecto
- Frederick Scott Archer (1813-1857), escultor, fotógrafo. Inventor del proceso con colodión[26]
- Charles Phillip Brown (1798-1884), conocido por escribir el primer diccionario inglés-telugu y por sus contribuciones al idioma telugu y al pueblo de Andhra
- George Percy Badger (1815-1888), misionero anglicano inglés y especialista en estudios orientales.
- Betsy Balcombe (1802-1871), amiga cercana y confidente de Napoleón Bonaparte cuando era una niña, durante el encarcelamiento del emperador en la isla de Santa Elena
- Michael Balfe (1808-1870), compositor

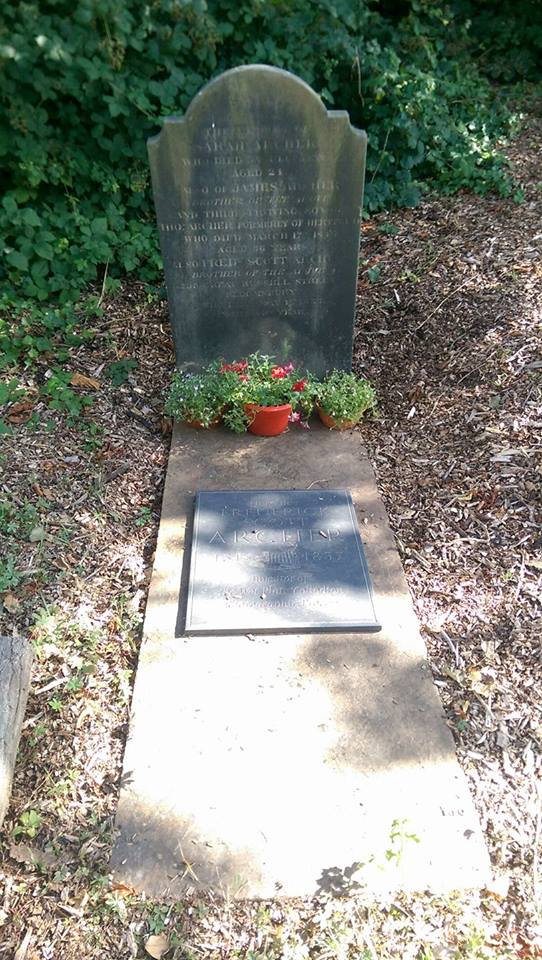
Tumba de Frederick Scott Archer, inventor del proceso fotográfico con colodión en 1851 (Localización)

- Frederick Settle Barff (1822-1866), químico, inventor del proceso Bower-Barff
- James Barry (1795-1865), cirujano
- George Birkbeck (1776-1841), médico, académico y pionero de la educación para adultos
- Suzanne Beauclerk, Duchess of St Albans (1921-2010), escritor y pintor
- William Behnes (1795-1864), escultor
- Julius Benedict (1804-1885), compositor
- Maria Björnson (1949-2002), diseñador teatral
- Charles Blondin (1824-1897), acróbata y equilibrista
- Sir George Bowen (1821-1899), administrador colonial y noveno Gobernador de Hong Kong
- Diamantina, Lady Bowen (c. 1832/1833-1893), noble de origen griego casda con George Bowen, primer gobernador de Queensland
- John Braham (1774-1856), cantante de ópera
- George Bridgetower (1782-1860), virtuoso del violín polaco-antillano y amigo de Beethoven
- Louis-Charles Mahé de La Bourdonnais (1795-1840), maestro de ajedrez
- Howe Browne, 2.º marqués de Sligo (1788-1845)
- Samuel George Bonham (1803-1863), primer baronet
- J. Lewis Bonhote (1875-1922), zoólogo, ornitólogo y escritor
- Isambard Kingdom Brunel (1806-1859), ingeniero, hijo de Marc Isambard Brunel y de Sophia Kingdom (también enterrados aquí)
- Marc Isambard Brunel (1769-1849), ingeniero, padre de Isambard
- William Burn, eminente arquitecto escocés (1789-1870)
- Pete Burns, cantante principal de Dead or Alive (1959-2016)
- Peter Burrowes (1753-1841) político irlandés
- Decimus Burton (1800-1881), arquitecto
- Augustus Wall Callcott (1779-1844), pintor
- Maria Callcott (1785-1842), escritora de viajes
- George Frederick Carden (1798-1874), fundador del cementerio
- John Edward Carew (1785-1868), escultor
- Anthony Carlisle (1768-1840), cirujano y científico
- Ernest Cassel (1852-1921), banquero mercantil
- John Hobart Caunter (1792-1851), escritor y clérigo
- William Cavendish-Scott-Bentinck, 5.º duque de Portland (1800-1879), terrateniente conocido por sus excentricidades
- Frederic Chapman (1823-1895), editor
- Marigold Frances Churchill, hija de Winston Churchill y de Clementine Hozier, que murió víctima de unas fiebre en 1921 a los tres años de edad (el monumento de Eric Gill fue clasificado como de Grado II en 2001). En 2019, la familia Churchill actuó según un antiguo deseo para reunir los restos de Marigold con el resto de su familia en el patio de la Iglesia de San Martín de Bladon. La tumba vacía y el monumento permanecen en Kensal Green.[27]
- Henry Savile Clarke (1841-1893), dramaturgo y crítico
- Thomas John Cochrane (1789-1872), primer gobernador de Terranova 1825-1834, miembro del Parlamento por Ipswich 1839-1841, y almirante de la flota 1865-1872
- William Wilkie Collins (1824-1889), escritor
- James Combe (m. 1867), ingeniero de Temple Works, Leeds
- Joshua Compston (1970-1996), curador
- Montague Corry, 1.er barón de Rowton (1838-1903), secretario de Benjamin Disraeli y fundador filantrópico de Rowton Houses
- Michael Costa (1808-1884), director y compositor
- Anne Crawford (1920-1956), actriz
- Rev John Cumming (1807-1881), clérigo y escritor
- Alexander Cunningham KCIE CSI, General de división del Reino Unido, arqueólogo, ayudante de campo del gobernador general Lord Aukland de la India, ingeniero ejecutivo del rey de Oudh (India), ingeniero jefe de Birmania, coronel de los Ingenieros Reales
- James Dark (1795-1871), propietario del Lord's Cricket Ground
- Philmore 'Boots' Davidson (1928-1993), músico trinitense, que introdujo la percusión con tambores de acero en Gran Bretaña
- Ross Donnelly (1761-1840), almirante
- John Doubleday (alrededor de 1798-1856), restaurador del Museo Británico que volvió a montar la vasija de Portland
- Andrew Ducrow (1793-1842), artista de circo y jinete
- Willie Edouin (1841-1908), comediante, actor y director de teatro
- George Elliot (1784-1863), oficial naval
- John Epps (1805-1869), frenólogo
- John Edward Errington (1806-1862) ingeniero civil
- Edward Francis Fitzwilliam (1824-1857), compositor
- Fanny Fitzwilliam (1801-1854), actriz, cantante y directora de teatro.
- Ann Foster (1827-1882), viuda de John Foster de Hobart, miembro de la Asamblea Legislativa de Tasmania. Anteriormente Ann Dinham, fue transportada a Tasmania en 1852 y fue una de las pocas convictas australianas que regresó a su tierra natal
- Henri Jean-Baptiste Victoire Fradelle (1778-1865), pintor victoriano franco-inglés
- Erich Fried (1921-1988), poeta y ensayista austriaco
- Henry Gauntlett (1810-1876), compositor
- John Gibson (1817-1892), arquitecto, ganador de la medalla de oro del RIBA en 1890
- Walter Raleigh Gilbert (1785-1853), noble y militar inglés
- George Bellas Greenough (1778-1855), geólogo
- George Grossmith (1847-1912), actor y comediante
- Philip Hardwick (1792-1870), arquitecto
- Philip Charles Hardwick (1822-1892), arquitecto
- Fairlie Harmar vizcondesa Harbeton RA (1876-1945), pintora y sufragista
- Henry Hawkins, 1.er barón Brampton (1817-1907)
- Catherine Hayes (1818-1861), cantante de ópera
- Henry Herman (1832-1894), dramaturgo y novelista inglés
- Ridley Herschell (1807-1864), clérigo de origen polaco
- John Hills (1834-1902), mayor general y FRSE CB KCB
- Thomas Hood (1799-1845), poeta, humorista y periodista

- Henry Howard, 3.er conde de Effingham (1837-1898)

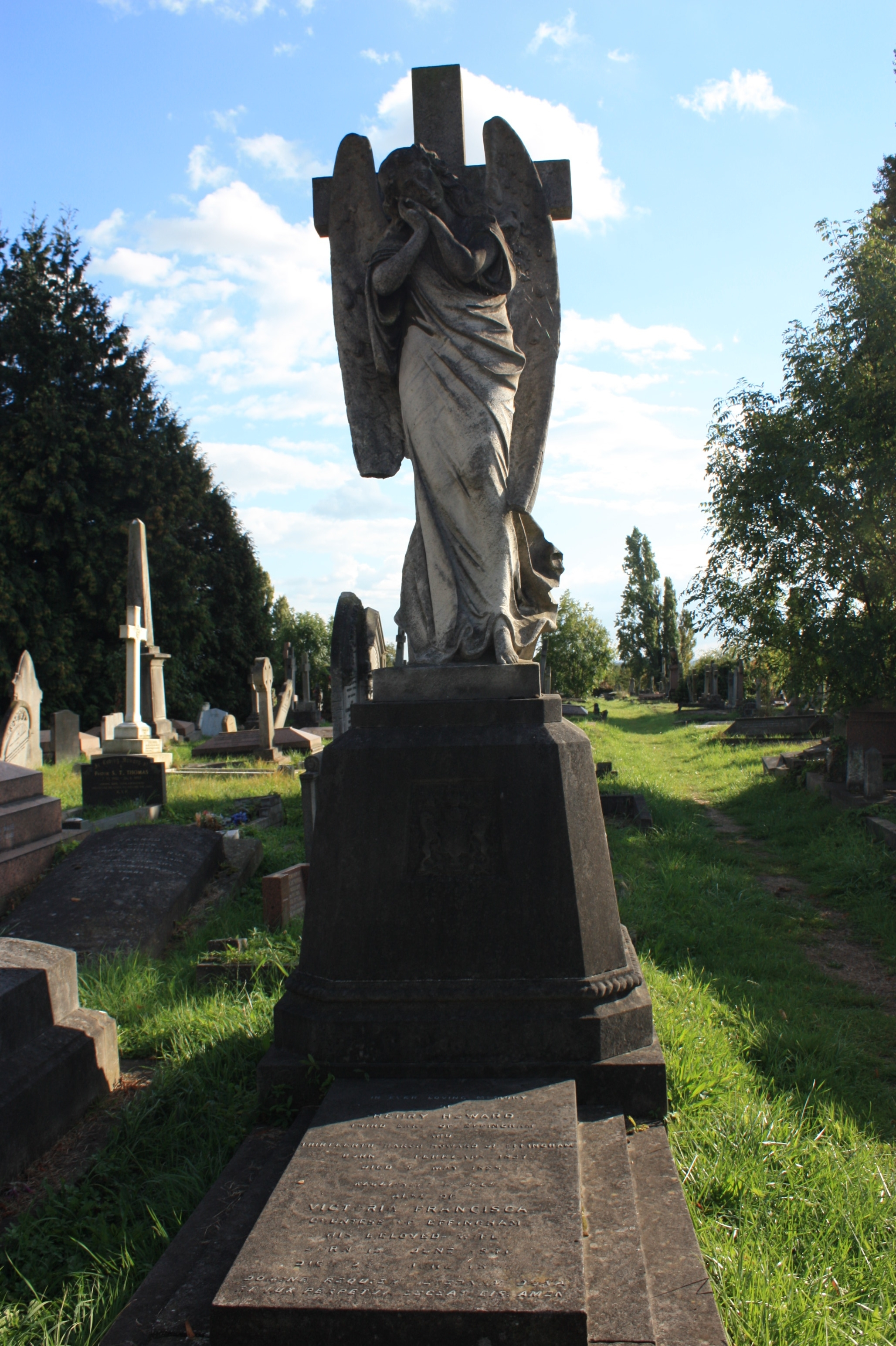
Tumba de Henry Howard, conde de Effingham

- Neville Howse (1863-1930), primer australiano condecorado con la Cruz Victoria y uno de los 13 poseedores del premio enterrados en este cementerio
- Joseph Hume (1777-1855), diputado y activista político
- James Henry Leigh Hunt (1784-1859), crítico romántico, ensayista y poeta[16]
- Austen Hurgon (1862-1942), director de teatro
- Frank Linsly James (1851-1890), exhumado en 1917 y reenterrado en la parcela familiar de  West Dean (West Sussex)
- Leander Starr Jameson (1853-1917), político en la Colonia del Cabo y unos de los promotores de la incursión de Jameson; inicialmente enterrado en una bóveda aquí, luego fue reenterrado en el Parque nacional de Matobo, Zimbabue
- Lionel Johnson (1867-1902), poeta, miembro del Rhymer's Club, conocido por su influencia en William Butler Yeats
- Charles Kemble (1775-1854), actor y director de teatro
- Fanny Kemble (1809-1893), famosa actriz y escritora británica
- Halina Korn (1902-1978), pintor y escultor polaco
- Marian Kukiel (1885-1972), general polaco y ministro de Guerra en el exilio durante la Segunda Guerra Mundial
- Michael Lane (1802-1868), ingeniero civil
- William Garrett Lewis (n. antes de 1834; m. 1885), pastor de la iglesia de Westbourne Grove
- Wyndham Lewis (1882-1957), pintor y escritor, cofundador del movimiento vorticista
- Joseph Locke (1805-1860), ingeniero civil
- John St. John Long (1798-1834), curandero
- John Claudius Loudon (1783-1843), botánico y escritor sobre cementerios escocés
- John Graham Lough (1789-1876), escultor
- John Louis, 2.º Baronet (1785-1863)
- Andrew Lusk, primer baronet (1810-1909), Lord alcalde de Londres 1873-1874
- John Robinson McClean (1817-1873), político
- Robert McClure (1807-1873), vicealmirante  descubridor del paso del Noroeste (1850-1853)

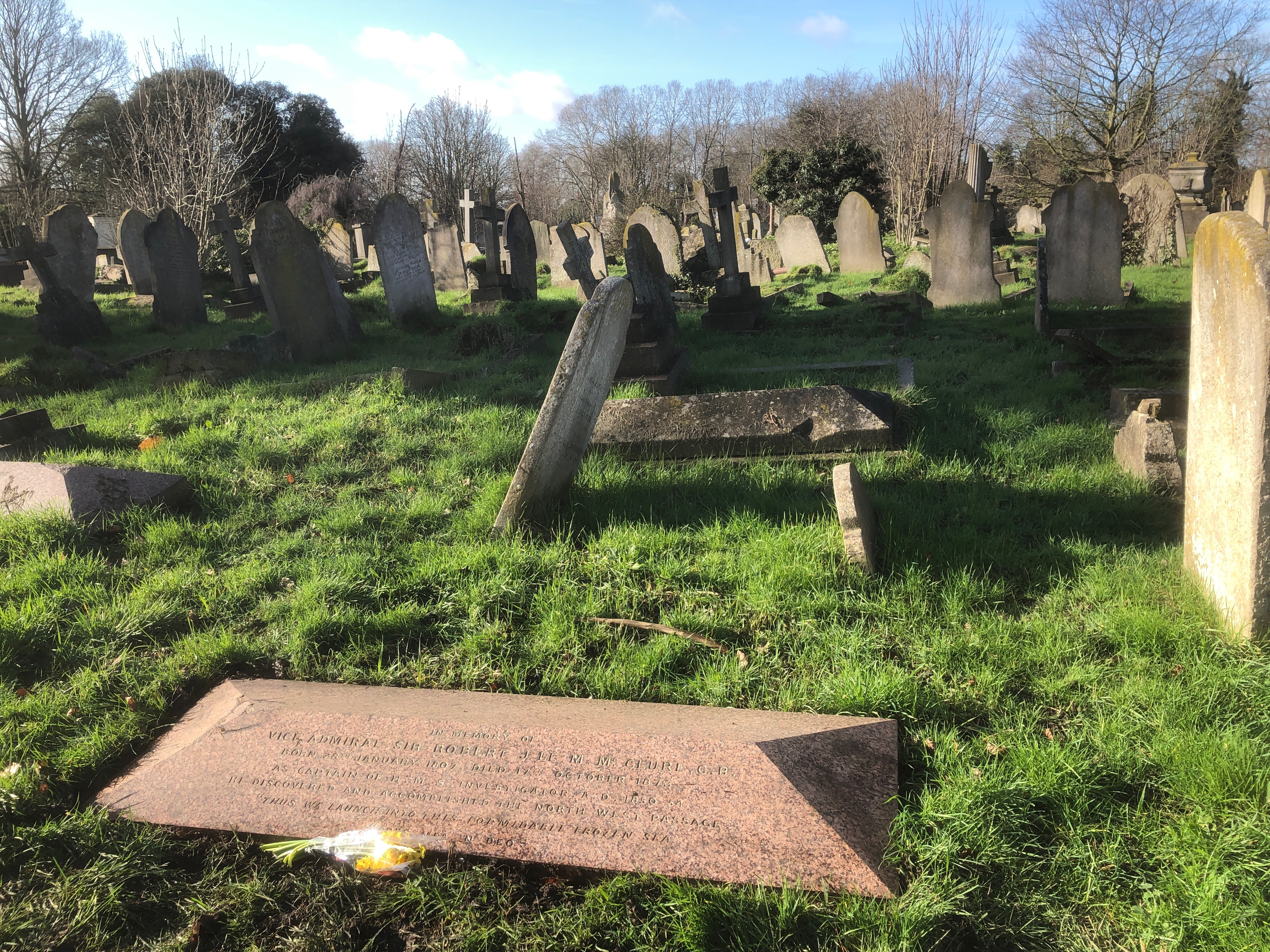
Tumba de Robert McClure

- Alexander McDonnell (1798-1835), maestro de ajedrez
- Richard Graves MacDonnell (1814-1881), administrador colonial y sexto Gobernador de Hong Kong
- James McGrigor (1771-1858), botánico escocés
- Donald Friell McLeod (1810-1872), vicegobernador del Punjab
- William Macready (1793-1873), actor
- George Makins (1853-1933), cirujano
- Edward Maltby (1770-1859), obispo de Durham
- Florence Marryat (1833-1899), novelista, editora, actriz y dramaturga
- Kitty Melrose (1883-1912), actriz
- Archibald Menzies (1754-1842), botánico y cirujano
- Ras Andargachew Messai (1902-1981), gobernante etíope
- Kate Meyrick (1875-1933), propietaria de un club nocturno
- John Maddison Morton (1811-1891), dramaturgo
- John Lothrop (1814-1877), historiador estadounidense
- Billy Murdoch (1854-1911), capitán de cricket australiano
- John Trivett Nettleship (1841-1902), pintor y escritor
- Feargus O'Connor (1796-1855), diputado, líder chartista y reformador social
- Patrick O'Connell (1887-1959), futbolista del Belfast Celtic, capitán de la Selección de la Isla de Irlanda y del Manchester United (1914), entrenador del Fútbol Club Barcelona durante la guerra civil española
- Robert Otway (1773-1846), almirante
- Robert Owen (sólo cenotafio) (1771-1858), industrial e importante reformador social
- John Thomas Perceval (1803-1876), oficial del ejército, escritor y activista
- Jacob Perkins (1766-1849), inventor estadounidense
- George Perry (1793-1862), compositor
- Harold Pinter (1930-2008), dramaturgo, actor, director, guionista, poeta y activista político
- Frederic Hervey Foster Quin (1799-1878), médico[28]
- Sir Terence Rattigan (1911-1977), dramaturgo
- Emidio Recchioni (1864-1933), anarquista y empresario italiano
- Robert Reece (1838-1891), dramaturgo cómico y libretista
- Emil Reich (1854-1910), historiador nacido en el imperio Austro-Húngaro[29]
- John Rennie el joven (1794-1874), ingeniero civil

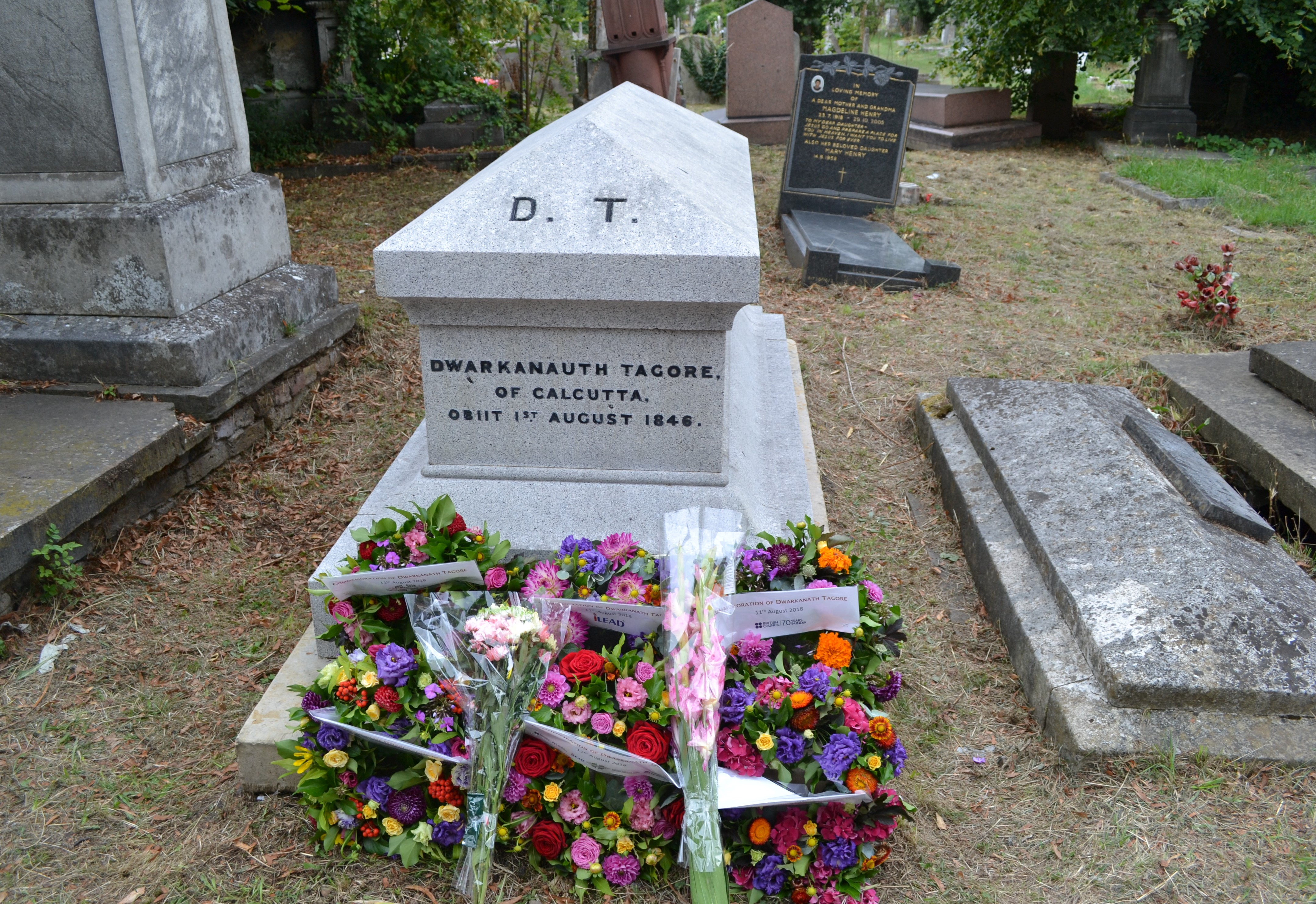
Monumento de Dwarkanath Tagore, renovado por la Bengal Heritage Foundation el 11 de agosto de 2018

- Dwarkanath Tagore (1794-1846), industrial y benefactor bengalí
- John Wigham Richardson (1837-1908), constructor naval
- Charles Ritchie, 1.er barón Ritchie de Dundee (1838-1906), político, exministro de Hacienda
- Henry Sandham (1842-1910), artista
- Eileen Sharp (1900 -1958), cantante y actriz
- Byam Shaw (1872-1919), artista
- John Shaw Jr. (1803-1870), arquitecto y cuñado de Philip Hardwick mencionado anteriormente
- Carl Wilhelm Siemens (1823-1883), industrial de origen alemán, coinventor del proceso para producir acero que lleva su nombre
- Robert William Sievier (1794-1865), escultor (también miembro de la junta del cementerio)
- John Benjamin Smith (1794-1879), diputado
- John Mark Frederick Smith (1790-1874), general del ejército británico
- William Henry Smith (1792–1865), empresario
- Alexis Soyer (1810-1858), chef y activista humanitario
- Howard Staunton (1810-1874), destacado jugador de ajedrez
- John McDouall Stuart (1815-1866), explorador en Australia

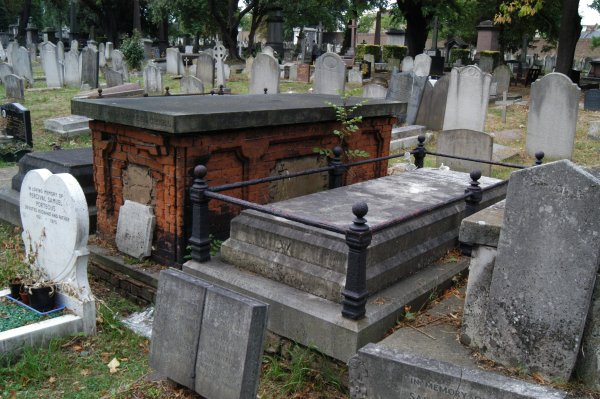
Tumba de William Makepeace Thackeray (losa de mármol frente a la tumba de ladrillo)

- William Makepeace Thackeray (1811-1863), escritor
- Bert Thomas (1883-1966), dibujante
- Lydia Thompson (1838-1908), bailarina y actriz
- Thérèse Tietjens (1831-1877), cantante de ópera
- Nicholas Conyngham Tindal (1776-1846), procurador general y presidente del Tribunal Supremo de Apelaciones Comunes
- Steve Peregrin Took (1949-1980), músico y compositor inglés (más conocido como miembro fundador de Tyrannosaurus Rex)
- Anthony Trollope (1815-1882), novelista
- Thomas Troubridge, 3.er baronet (1815-1867), oficial del ejército británico
- J. Stuart Russell (1816-1895), teólogo y escritor
- James Malcolm Rymer (1814-1884), escritor
- William Vincent Wallace (1812-1865), compositor
- Thomas Wakley (1795-1862), cirujano, activista y fundador de The Lancet
- John William Waterhouse (1849-1917), artista
- John Whichcord Jr. (1823-1885), arquitecto
- Jane Williams (1798-1884), a quien Percy Bysshe Shelley dedicó algunos poemas
- Alfred Wigan (1814-1878), representante de actores
- William Williams (1788-1865), diputado radical
- Walter Clopton Wingfield (1833-1912), pionero del tenis

El cementerio también destaca por la gran cantidad de miembros de la Royal Society que allí están enterrados, de los que la siguiente relación es una pequeña muestra:
- Charles Babbage FRS (1816) (1791-1871), matemático y pionero de la informática
- George Bishop FRS (1848), astrónomo
- William John Broderip FRS (1828), abogado y naturalista
- Robert Brown FRS (1839) (1773-1858), botánico, descubridor del movimiento browniano
- Samuel Hawksley Burbury FRS (1890), matemático
- George Busk FRS (1850) (1807-1886), cirujano naval, zoólogo y paleontólogo
- Alexander John Ellis FRS (1864), matemático, filólogo e investigador en fonética
- Hugh Falconer FRS (1845) (1808-1865), naturalista
- David Forbes FRS (1858), mineralogista
- Thomas Galloway FRS (1848), matemático escocés
- John Hall Gladstone FRS (1853), químico
- Joseph Glynn FRS (1838), ingeniero
- John Gould FRS (1843), ornitólogo
- William Robert Grove FRS (1847), juez y físico
- Edmond Herbert Grove-Hills FRS (1911), militar y astrónomo
- Frank McClean FRS (1895), astrónomo, pionero de la espectrografía
- George Newport FRS (1846), entomólogo
- Baden Powell FRS (1824), clérigo y matemático, padre de Robert y de Agnes Baden-Powell
- Joseph Sabine FRS (1799), botánico y zoólogo
- George James Symons FRS (1879), meteorólogo
- Edward Troughton FRS (1810), fabricante de telescopios e instrumentos científicos
- Edward Turner FRS (1830), químico
- Nathaniel Wallich FRS (1829), cirujano y botánico de origen danés
- Charles Wheatstone (sir) FRS FRSE (1802-1875), inventor del puente de Wheatstone

### Entierros reales
Británicos
- Príncipe Augusto de Sussex, duque de Sussex e hijo del rey Jorge III[30]
- Princesa Sofía, hermana del príncipe Augusto Federico e hija del rey Jorge III[20]
- Jorge, duque de Cambridge, nieto de Jorge III y comandante en jefe del Ejército británico

De otros países
- Maharjaní Jind Kaur, del imperio sij, madre del último maharajá punjabí Duleep Singh. Depositada temporalmente en la catacumba debajo de la Capilla de los Disidentes después de su muerte en el exilio en 1863, antes de que se permitiera que su cuerpo regresara al Punjab para su cremación. Tras el descubrimiento de una losa que conmemora a Jind Kaur (ahora en la Antigua Casa Museo de Thetford), en 2009 se erigió aquí un monumento conmemorativo.[31]

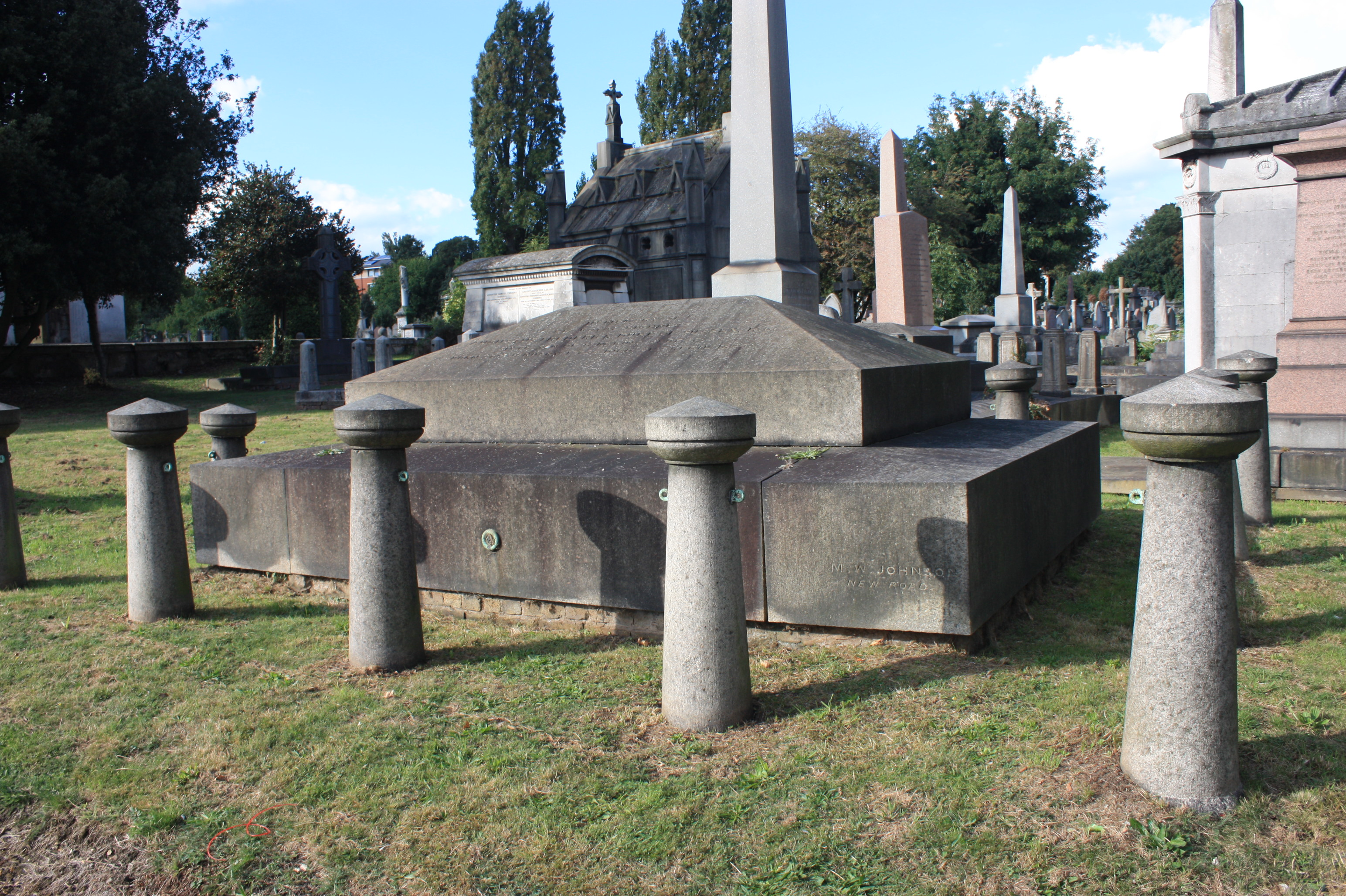
Tumba del príncipe Augusto Federico, duque de Sussex
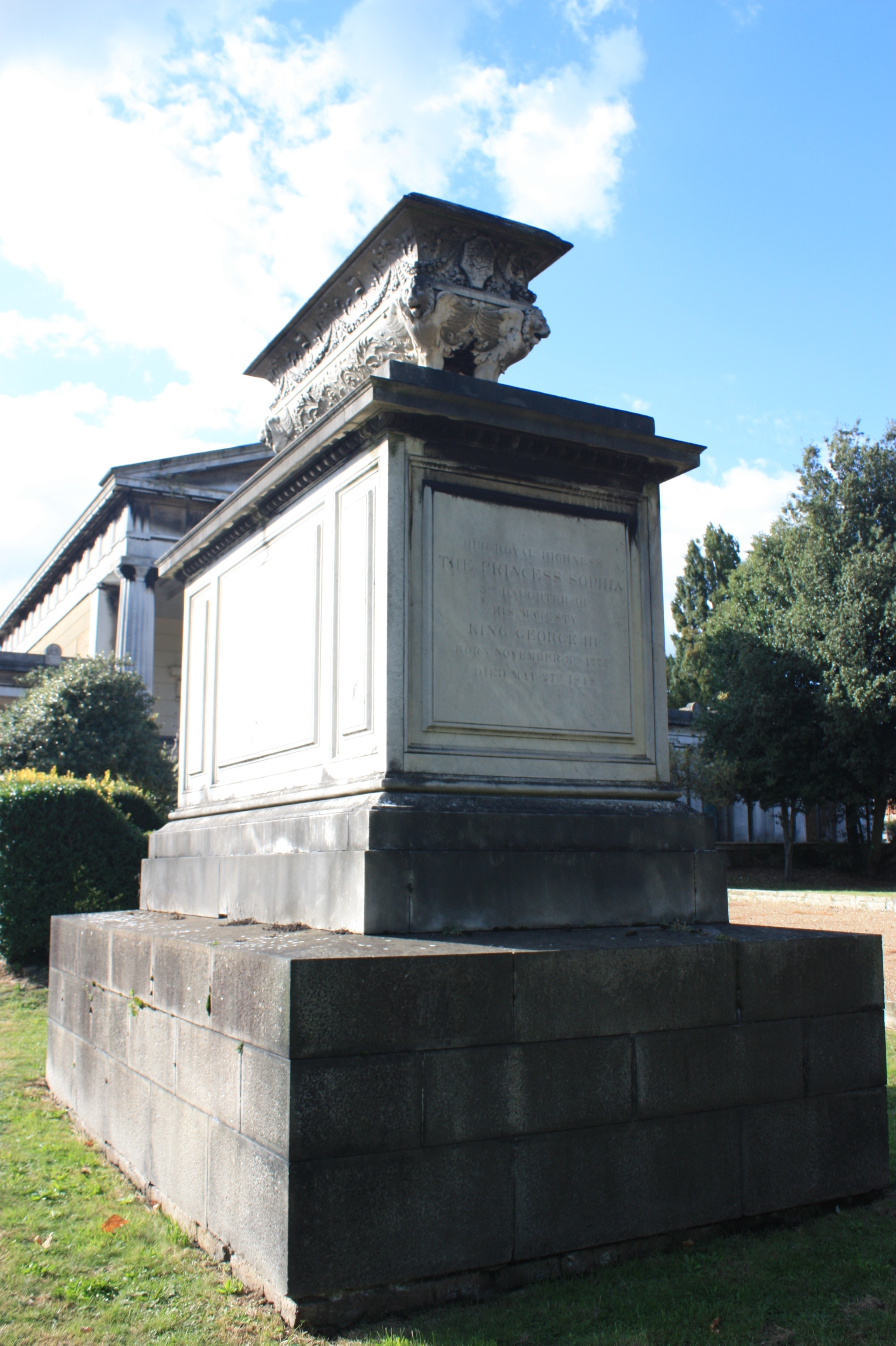
Tumba de la princesa Sofía, hija del rey Jorge III
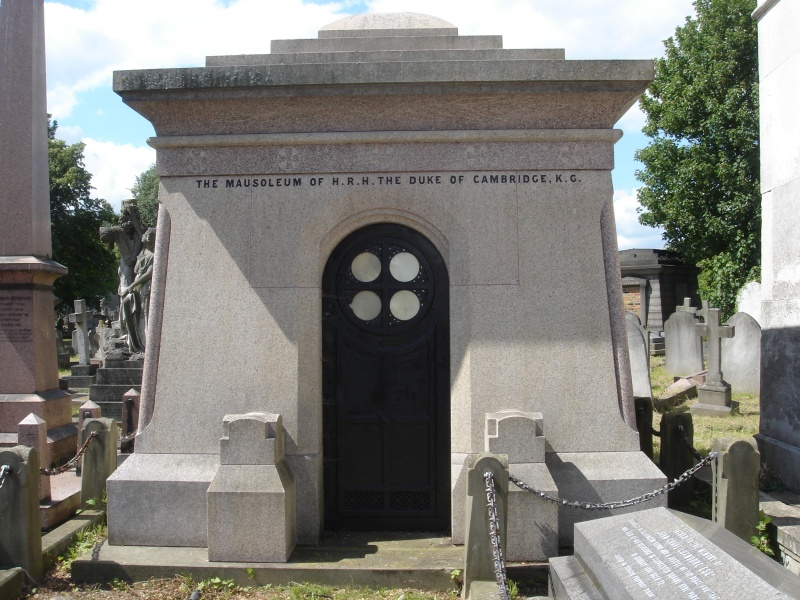
Monumento funerario del duque de Cambridge

### Cremaciones notables

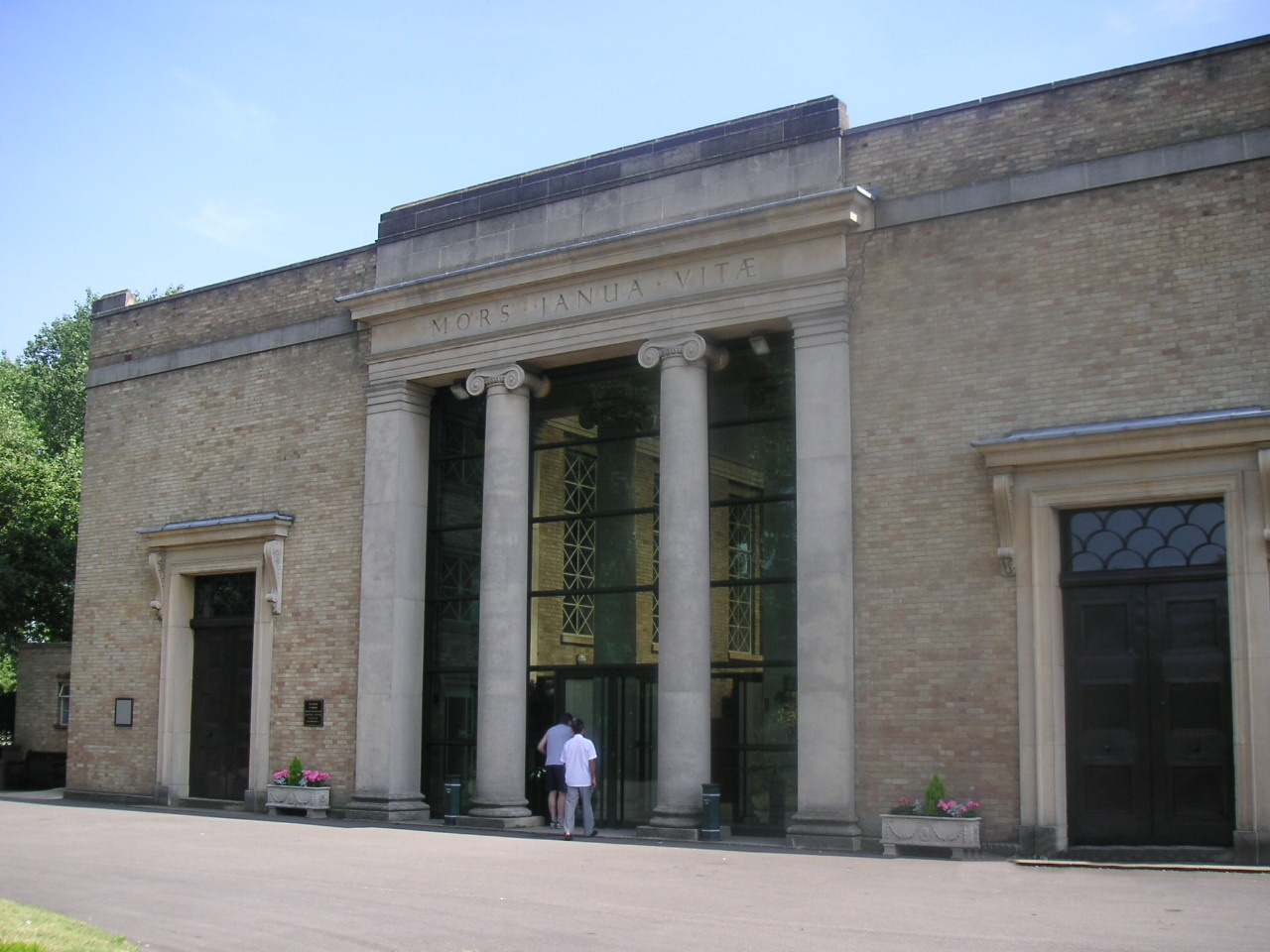
Crematorio del Oeste de Londres

- Herbert James (1888-1958), condecorado con la Cruz Victoria por su intervención en la batalla de Galípoli durante la Primera Guerra Mundial.
- Ingrid Bergman (1915-1982), actriz (la mayoría de sus cenizas fueron esparcidas alrededor del islote de Dannholmen frente al pueblo pesquero de Fjällbacka en la costa oeste de Suecia, donde pasó la mayor parte de los veranos desde 1958 hasta su muerte en 1982, y el resto de sus cenizas están enterradas en Norra begravningsplatsen en Estocolmo, Suecia, junto a sus padres).
- Freddie Mercury (1946-1991), cantante de la banda de rock Queen, es conmemorado por un pequeño pedestal bajo su nombre de nacimiento, Farrokh Bulsara.
- Anthony Nutting (1920-1999), ex diplomático y diputado conservador.
- Sarah Oram (1860-1946), dama enfermera militar superior.
- Alan Rickman (1946-2016), actor y director.
- Pete Burns (1959-2016), cantautor y personalidad televisiva.
- Christine Keeler (1942-2017), modelo y presentadora.
- Gary Rhodes (1960-2019), cocinero.

## Amigos del Cementerio de Kensal Green
Aunque el cementerio es propiedad de la General Cemetery Company que lo administra, The Friends of Kensal Green Cemetery es una organización benéfica cuyo propósito es la preservación, conservación y restauración para el beneficio público del cementerio. La organización benéfica organiza visitas guiadas y otros eventos, y ha publicado libros sobre el cementerio. La oficina de los Amigos está en la Capilla de los Disidentes. La asociación es miembro de la Federación Nacional de Amigos del Cementerio.

## En la cultura popular
- El cementerio fue inmortalizado en las líneas del poema de G. K. Chesterton titulado The Rolling English Road, que forma parte de su libro La taberna errante:[33]

For there is good news yet to hear and fine things to be seen;
Before we go to Paradise by way of Kensal Green.
(Porque aún quedan buenas noticias por oír y hermosas cosas por ver;
Antes de dirigirnos al Paraíso pasando por Kensal Green.)

- A pesar de sus edificios de estilo griego, el cementerio tiene un carácter principalmente gótico, debido al gran número de monumentos privados de este estilo que se hallan en su interior. Debido a esta atmósfera, ha sido el lugar elegido para rodar escenas de varias películas, especialmente en Theatre of Blood.